# Ardisia triangula
Ardisia triangula là một loài thực vật có hoa trong họ Anh thảo. Loài này được (Lundell) Pipoly & Ricketson mô tả khoa học đầu tiên năm 1998.